# Erle (flod)
Erle er en 14,2 km lang flod i Thüringer Wald. Floden ligger i det sydlige Thüringen i Tyskland. Sammen med sine vigtigste bifloder Breitenbach og Vesser er Erle 15,3 km lang. Ved byen Schleusingen udmunder Erle i floden Nahe.
50°31′17″N 10°45′26″Ø / 50.5214°N 10.7572°Ø